# Namadi Sambo
Mohammed Namadi Sambo (Zaria, 2 de agosto de 1954), mais conhecido como Namadi Sambo, é um arquiteto e político nigeriano que serviu como o 13.º vice–presidente da Nigéria entre 2010 e 2015 em decorrência do falecimento do presidente em exercício à época Umaru Yar'Adua e consequente ascensão e posse do até então vice–presidente (e seu antecessor) Goodluck Jonathan à presidência do país.

## Carreira política
Anteriormente, Sambo também serviu como governador do estado de Kaduna, cargo que ocupou entre 2007 e 2010. Durante o exercício de seu mandato, foram priorizadas a implementação de políticas públicas voltadas à capacitação profissional de jovens e mulheres, além de medidas voltadas para a melhoria da segurança pública no estado.